# 中津祇園
中津祇園（なかつぎおん）は、大分県中津市で行われる祭礼。神輿と祇園車（山車）の巡行などが行われる。

## 特色
10万石の城下町中津を代表するおよそ580年以上の伝統のある祭である。「豊前三大祭」（宇佐八幡宮夏越し祭・小倉祇園祭）、「豊前三大祇園」（小倉祇園太鼓・今井祇園）、「大分三大祇園」（日田祇園・臼杵祇園）のひとつに数えられる。
京都・八坂神社の祇園祭の流れを汲む。中津神社を中心とする「上祇園」と、闇無浜神社（くらなしはまじんじゃ）摂社の八坂神社を中心とする「下祇園」の二つの異なる神社の祇園祭で構成される。

## 歴史
下祇園については、永享2年（1430年）に豊日別宮（闇無浜神社）及び祭礼が再興された際、下正路浦の漁民が京都・八坂神社から分霊を改めて勧請して、村祭を開いたことが現存する最も古い記録である。天和3年（1683年）には、現在のような祇園車（山車）が出されるようになった。
中津藩主が参勤交代で瀬戸内海を航行するなど、中津と関西は瀬戸内海を通じて経済的な結び付きも強かったことから、踊り舞台のある山車を引き回す形態である中津祇園の祇園車と囃子は、かつての大坂・三郷におけるダンジリの影響を受けたものである可能性が高いとされている。
上祇園については、宝暦12年（1762年）に萱津の大江八幡宮の初卯神事が再興された際に、京町が祇園囃子を寄進したのが始まりとされる。

## 祭礼の進行
毎年7月20日以降の金・土・日の3日間、全部で2基の御神輿と13台の祇園車（ぎおんぐるま）と呼ばれる山車が「コンコンチキチン」の音とともに中津の旧市内を練り歩き、辻々で停車し祇園車の上で民舞等が奉納される。見所は、朝車（中日）・戻車（最終日）の晩に行われる「練り込み」で、双方の広い境内で高さ約5メートルの祇園車を勇壮に走らせる。このことから、祇園車は走る文化財とも呼ばれる。
なお、「練り込み」は、正徳2年（1712年）、時の中津藩主であった小笠原長円の病気治癒のため、祇園車を中津城内の椎木門から西御門まで走らせたのが起源とされている。

## 文化財
1962年（昭和37年）2月27日、「中津祇園会」として大分県の選択無形民俗文化財に選択された。また、2004年（平成16年）には「中津祇園」として大分県の無形民俗文化財に指定された。
また、中津祇園に関連する以下の2件が中津市の文化財に指定されている。
- 中津祇園会記録 - 中津市指定有形文化財（古文書）
- 中津祇園の鉦 - 中津市指定有形民俗文化財